# Шеври-Коссиньи
Шеври-Коссиньи (фр. Chevry-Cossigny) — город и городская коммуна во Франции.
Город Шеври-Коссиньи расположен в центральной части Северной Франции, в кантоне Бри-Комт-Робер департамента Сена и Марна, в регионе Иль-де-Франс. Находится в 27 километрах северо-восточнее Парижа. Город лежит на высотах 93-108 метров над уровнем моря.
Площадь коммуны Шеври-Коссиньи составляет 16,75 км². Численность населения равна 3661 человек (на 2006 год). Плотность населения — 219 чел./км². Действующий мэр — Пьер Базье (на период 2008—2014 гг.).